# 猪使子首
猪使 子首（いつかい の こびと）は、飛鳥時代の豪族。姓は連。

## 出自
猪使氏は安寧天皇の皇子、磯城津彦命を祖先とすると、『日本書紀』巻第四にあり、『新撰姓氏録』「右京皇別」にも、猪使宿禰は「安寧天皇皇子志紀都比古命之後也」とある。猪飼部を管掌する氏族と見られ、奈良時代には天平宝字6年3月10日（762年）付の「羽黒大山等解」には、造石山院所雇夫として檜の皮を進上した猪使宿禰広成の名が見える。

## 記録
『日本書紀』巻第二十九によると、以下の出来事の直前、猪使連氏は天武天皇13年（684年）の八色の姓の制定により、同年12月、宿禰の姓を与えられている。
それに連続するかのように、同月、
そこで、新羅は大奈末（だいなま）の官職にあった金物儒（こんもつぬ）を遣わして、甥一行を筑紫国に送った。
それから1週間後、大和政権は、死刑以外の罪人の恩赦を行った、という。
この時の送使の饗応はのちの参考にされたようで、持統天皇4年（690年）に、大伴部博麻を送り届けてくれた新羅使に対しても、大和政権は同様の処遇をした、と伝えられている。
記録に現れている限りでは、最初の白村江の戦いの捕虜帰還である。